# Дело Абдулмумина Гаджиева
Дело Абдулмумина Хабибовича Гаджиева — уголовное преследование дагестанского журналиста, редактора отдела «Религия» дагестанской газеты «Черновик» Абдулмумина Гаджиева по ст. 205 УК РФ «участие в деятельности террористических организаций». 

## Биография
Абдулмумин Гаджиев родился 18 июня 1984 года в Дагестане. До ареста в июне 2019 года жил и работал в Махачкале. Является штатным корреспондентом и редактором отдела религии дагестанской независимой газеты «Черновик». Женат, отец 4 детей.

## Арест
14 июня 2019 года рано утром следователи провели обыск в махачкалинской квартире журналиста. У него была изъята техника, а сам Гаджиев был задержан и обвинен изначально в финансировании фонда Исраила Ахмеднабиева (Абу Умар Саситлинский). Ахмеднабиева обвиняют в финансировании терроризма, он объявлен в России в федеральный розыск. Одновременно с Гаджиевым в Москве были задержаны Ризван Абубакаров и предприниматель Кемал Тамбиев. Тамбиев заявил на суде о вынуждении давать показания против Гаджиева под пытками и угрозами.
Гаджиев свою вину не признал и заявил, что дело сфабриковано.
20 января 2022 года стало известно, что военный суд продлил арест журналисту на три месяца.

## Cудебный процесс
Уголовное дело было передано на рассмотрение в суд в октябре 2020 года.
Дело по обвинению Гаджиева рассматривал Южный окружной военный суд в Ростове-на-Дону. Гаджиеву, а также Кемалу Тамбиеву и Абубакару Ризванову было предъявлено обвинение в участии в деятельности экстремистской организации, финансировании терроризма и участии в деятельности террористической организации (ч. 2 ст. 282.2, ч. 2 ст. 205.5 и ч. 4 ст. 205.1 УК РФ).
По версии следствия, в 2009 году Исраил Ахмеднабиев (известный как проповедник Абу Умар Саситлинский) объединился с Абдулмумином Гаджиевым, Абубакаром Ризвановым, Кемалом Тамбиевым и другими неустановленными лицами для участия в деятельности экстремистских и террористических организаций. Они, по материалам дела, организовали сбор средств через благотворительные фонды и группы в интернете. Гаджиев при этом публиковал статьи, в которых, по мнению обвинения, призывал граждан вносить средства в «якобы благотворительные фонды», «а также пытался воздействовать на сознание людей с целью вовлечения их в участие в деятельности террористической организации».
Гаджиев не признал себя виновным. На суде он заявил, что свидетельства учредителей фонда «Амана», которые заявили, что Кемал Тамбиев не имеет отношения к их деятельности, что фонд «Ансар», учредителем которого был Абубакар Ризванов, был закрыт до того, как в УК РФ появилась статья об организации финансирования терроризма, и что его деятельность проверяли правоохранительные органы, но ничего противозаконного не обнаружили. Гаджиев также обратил внимание на то, что в период, о котором говорится в уголовном деле, двух из трех упоминаемых террористических организаций уже не существовало, а третья еще не была создана.
В июне 2023 года обвинитель потребовал для Гаджиева 19 лет колонии строгого режима.
В сентябре 2023 года суд приговорил Абдулмумина Гаджиева к 17 годам лишения свободы в колонии строгого режима.

## Поддержка
Правозащитный центр «Мемориал» признал журналиста политическим заключенным и потребовал немедленно его освободить. В поддержку Абдулмумина Гаджиева выступил глава Совета по правам человека при президенте России Михаил Федотов, уполномоченный по правам человека Татьяна Москалькова, Союз журналистов России, Репортёры без границ, Комитет защиты журналистов, Human Rights Watch и другие.
24 января 2022 года учредитель газеты «Черновик» Магди Камалов был задержан во время пикета в защиту Гаджиева.